# Chthamalidae
Famille
Synonymes
- Chthamalinae Darwin, 1854[2]
- Euraphiinae Newman & Ross, 1976[2]
- Notochthamalinae Foster & Newman, 1987[2]

Les Chthamalidae sont une famille de crustacés cirripèdes de l'ordre des Sessilia (les « balanes »).

## Liste des genres

Détail des cirrhes de Chthamalus panamensis.

Selon World Register of Marine Species (12 mai 2021) :

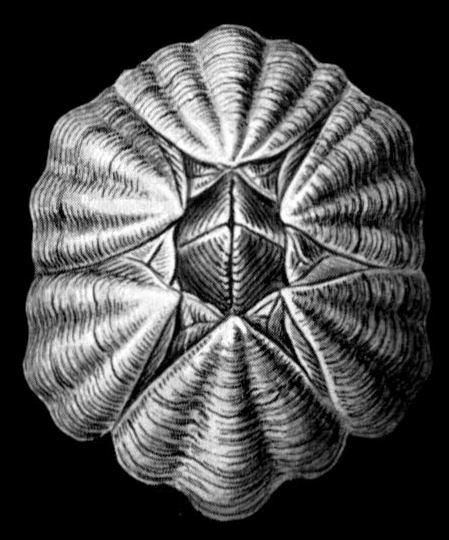
Chthamalus antennatus dessiné par Ernst Haeckel.

- genre Caudoeuraphia Poltarukha, 1997
- genre Chamaesipho Darwin, 1854
- genre Chinochthamalus Foster, 1980
- genre Chthamalus Ranzani, 1817
- genre Euraphia Conrad, 1837
- genre Hexechamaesipho Poltarukha, 1996
- genre Jehlius Ross, 1971
- genre Microeuraphia Poltarukha, 1997
- genre Nesochthamalus Foster & Newman, 1987
- genre Notochthamalus Foster & Newman, 1987
- genre Octomeris Sowerby, 1825
- genre Pseudoeuraphia Poltarukha, 2000
- genre Rehderella Foster & Newman, 1987
- genre Tetrachthamalus Newman, 1967

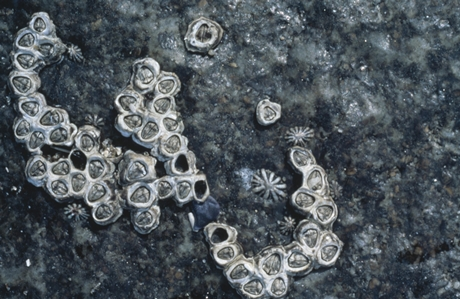
Chamaesipho tasmanica.
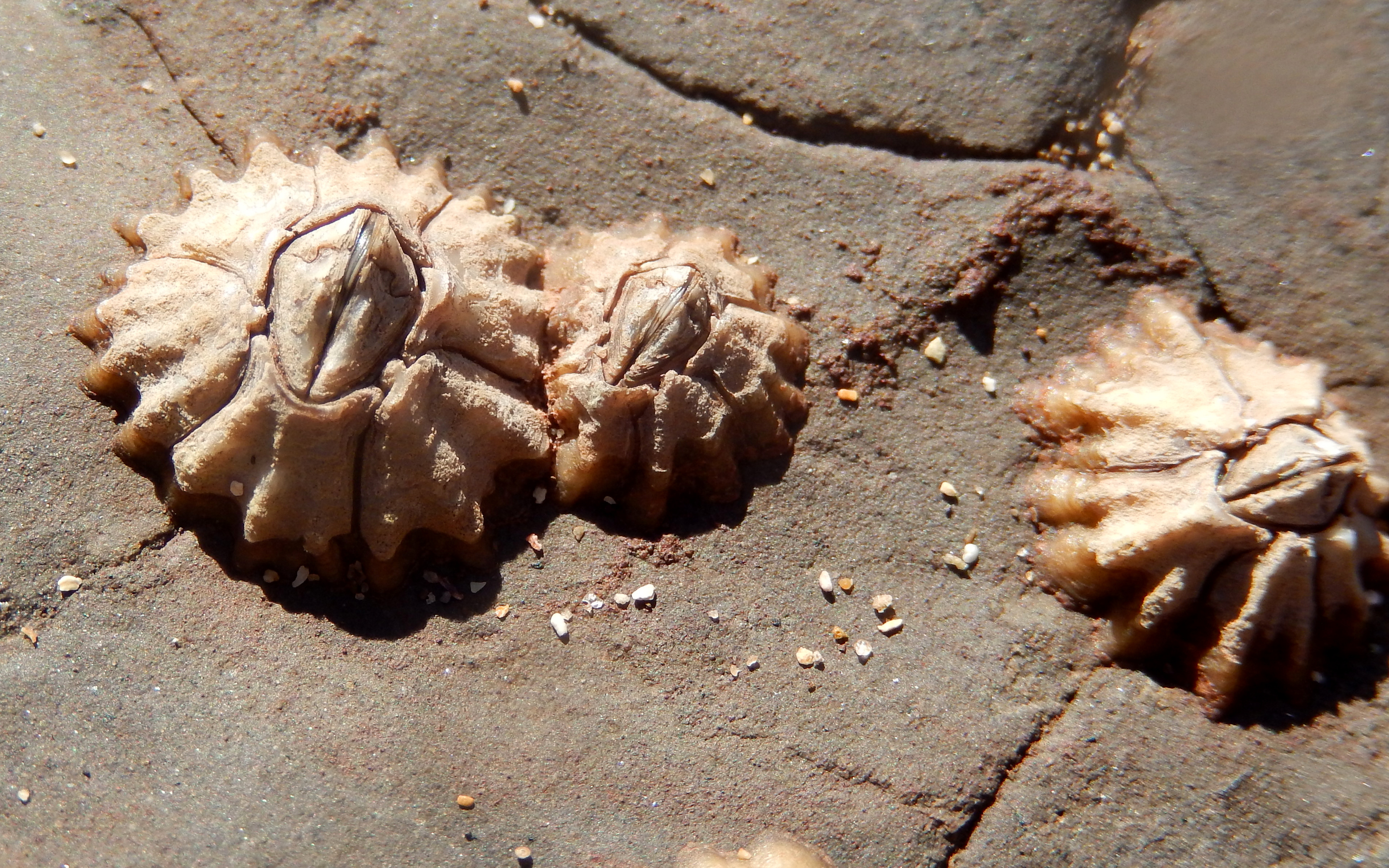
Chthamalus antennatus.
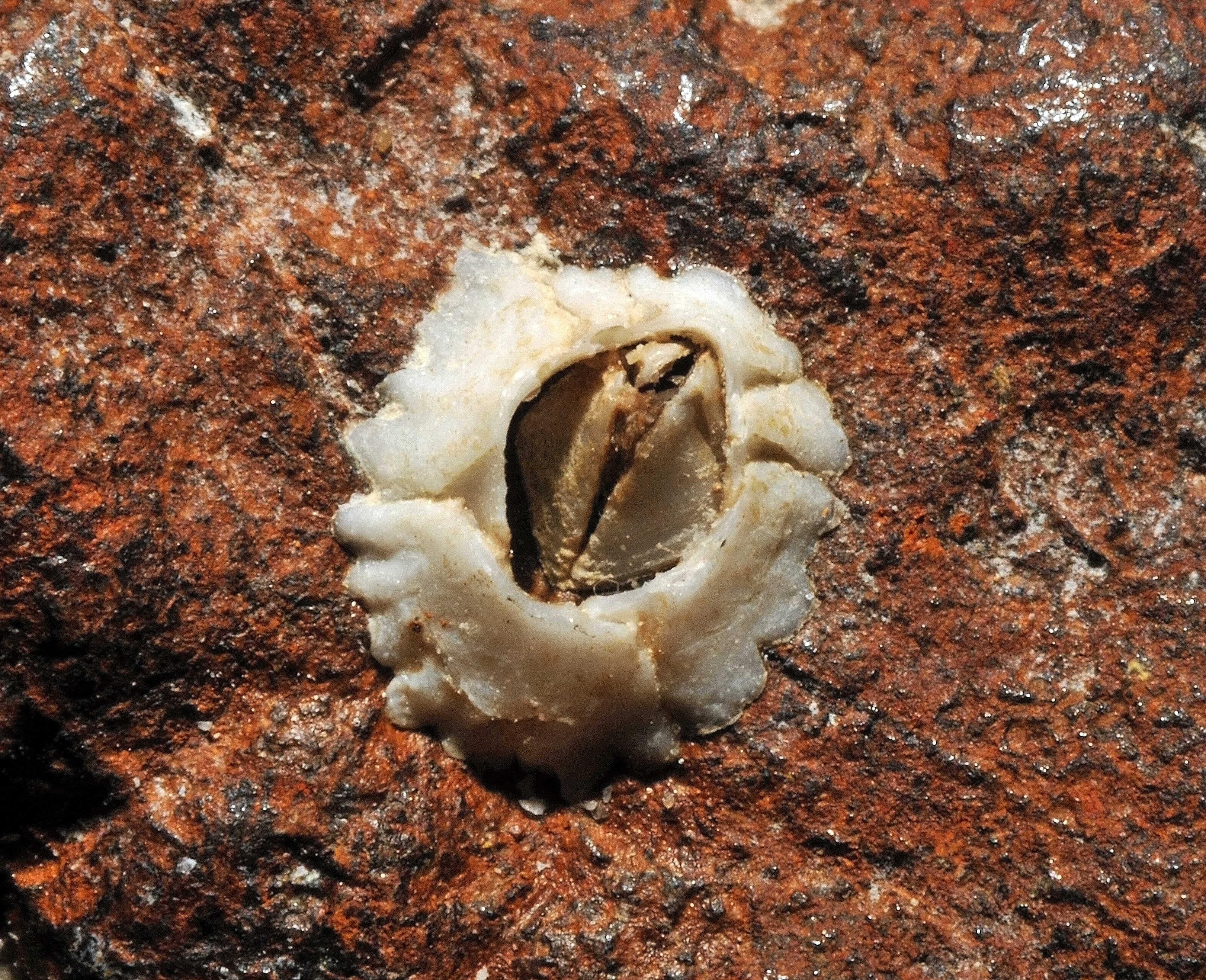
Euraphia depressa.
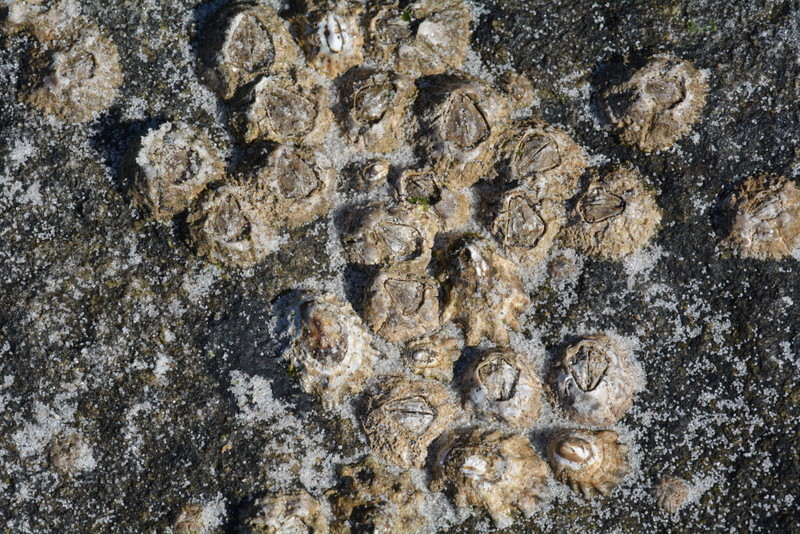
Notochthamalus scabrosus.
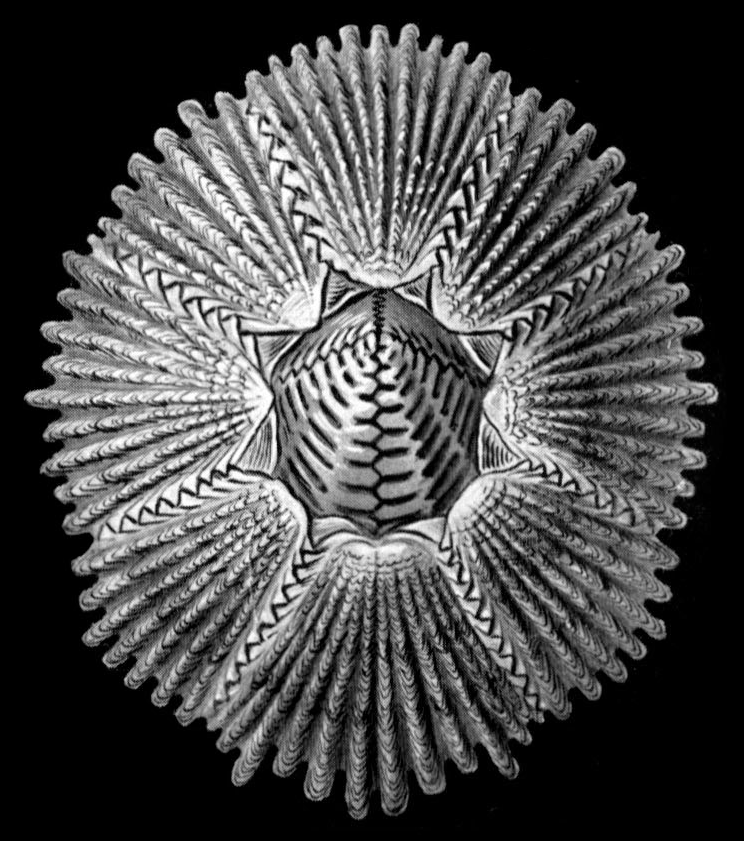
Octomeris angulosa.